# Jacques Bariéty
Jacques Bariéty, né le 11 janvier 1930 à Paris et mort le 20 novembre 2014, dans la même ville, est un historien français qui a consacré l'essentiel de ses recherches à l'Allemagne et aux relations franco-allemandes.

## Biographie
Issu d'une famille de médecins, son père était titulaire d'une chaire d'histoire de la médecine à la Faculté de médecine de Paris. Il étudie au lycée Condorcet et lycée Henri-IV ainsi qu'à la Faculté des lettres de Paris.
Officier parachutiste du contingent, il participe à l'expédition de Suez en 1954. Par la suite il devient professeur d'histoire et de géographie dans un lycée de Nancy.
Il travailla sur Franz von Papen et l'accession de Hitler au pouvoir à l'Institut d'histoire contemporaine de Munich puis au sein de la Commission interalliée d'étude des archives allemandes séquestrées (1957). Élève auprès de l'historien Maurice Baumont, il est nommé à l'Institut français de Bonn en 1959, fut membre de la Commission internationale de publication des archives diplomatiques allemandes de 1960 à 1964 et y travailla sur la République de Weimar.
Succédant à Maurice Baumont, il fut l'éditeur en chef français de la publication des documents diplomatiques allemands de 1981 à 1995 et fut à ce titre décoré en 1995 de la Croix de commandeur (Großes Verdienstkreuz) de l'Ordre du Mérite de la République fédérale d'Allemagne. Il collabore avec l'Institut historique allemand.
Attaché de recherche au Centre national de la recherche scientifique (CNRS) de 1964 à 1968, il est maître-assistant à la Faculté des Lettres de Metz en 1971, puis professeur à l'université de Strasbourg en 1975, puis à l'université Paris-Sorbonne de 1979 à 1996.
Sa thèse de doctorat d'État, soutenue en 1975, sur « Les relations franco-allemandes après la Première Guerre mondiale (1918-1925) » a reçu le Grand prix Gobert de l'Académie française,.
Il devient en 1980 et 1981 auditeur à l'Institut des hautes études de défense nationale et, réserviste, atteint le grade de colonel. De 1968 à 1971, il dirigea l'Institut français de Francfort-sur-le-Main. Avec Raymond Poidevin, il participe à la création du Comité franco-allemand de recherches sur l’histoire de la France et de l'Allemagne aux XIXe et XXe siècles. De 1982 à 2010, il est le président de l'Association internationale d'histoire contemporaine de l'Europe.
De 1981 à 2004, il est conseiller historique du ministère des Affaires étrangères.

## Distinctions
- Croix de commandeur de l'ordre du Mérite

## Publications
- Jacques Bariéty et al., Aristide Briand, la Société des Nations et l'Europe : 1919-1932, 11 juin 2007.  (ISBN 978-2868203076)
- Jacques Bariéty, Thierry Robin, Jean Poderos et Pierre Vidal-Naquet, À la recherche de la paix France-Allemagne : Les carnets d'Oswald Hesnard 1919-1931, 26 novembre 2011.  (ISBN 978-2868204738)
- Jacques Bariéty, Pierre Guillen, Raymond Poidevin et Georges-Henri Soutou, Penser et construire l'Europe de 1919 à 1992, 29 août 2007.  (ISBN 978-2011457769)